# Carlotta Patti

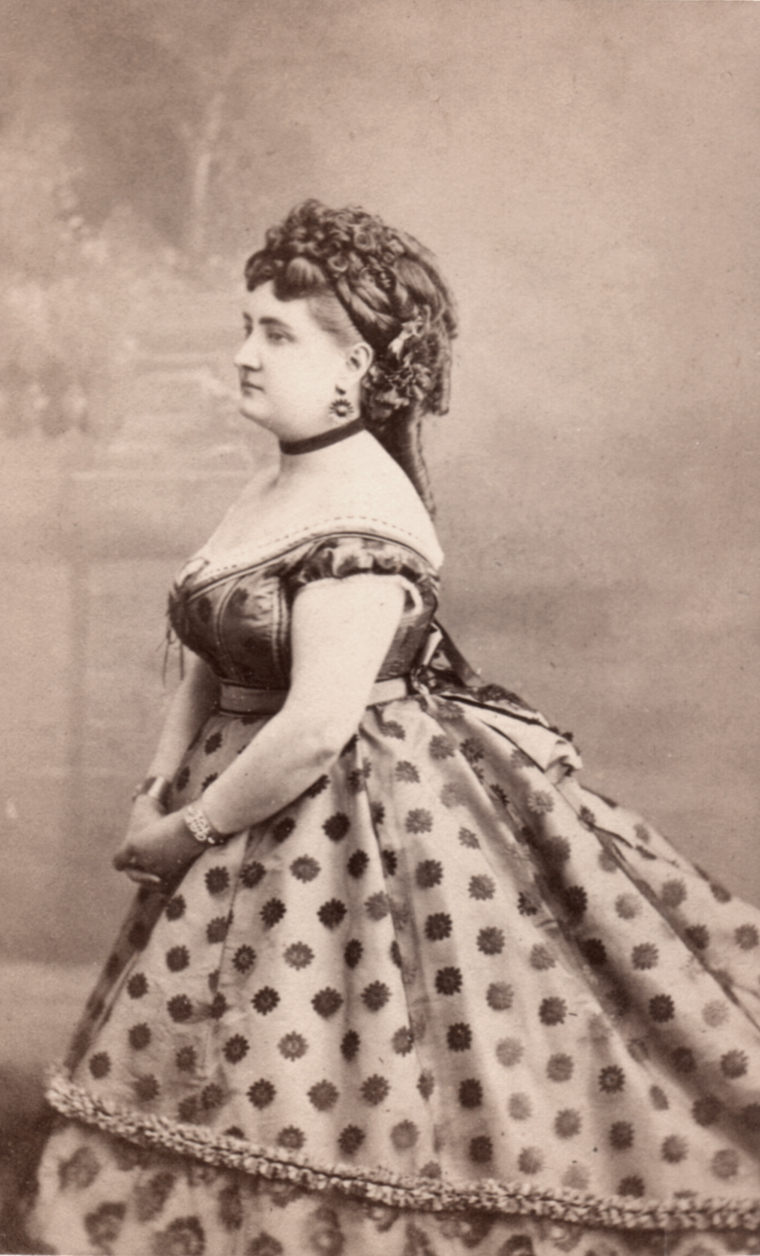
Carlotta Patti

Carlotta Patti (Firenze, 30 ottobre 1835 – Parigi, 27 giugno 1889) è stata un soprano italiano.

## Biografia
Carlotta Patti apparteneva a una straordinaria famiglia di musicisti. Era figlia del tenore Salvatore Patti (Catania 1800 - Parigi 21 agosto 1869) e del soprano Caterina Chiesa Barili (ca.1805 - Roma 6 settembre 1870), al suo secondo matrimonio. Quando Carlotta Patti aveva dieci anni, il pianista di origine ceca Maurice Strakosch conobbe suo padre e dopo cinque anni, durante una tournée a New York, ne divenne l'agente. Nel 1852 Strakosch sposò la maggiore delle tre sorelle: Amalia Patti (1831-1915) e fu l'agente anche della più piccola e più nota delle sorelle: Adelina Patti (1843-1919). Un fratello, Carlo (1842-1873), è stato violinista e direttore d'orchestra.
Carlotta Patti aveva una bella e limpida voce da soprano. Studiò pianoforte e il baritono Ettore Barili, suo fratellastro, scoprì che la sua voce, per qualità, non era inferiore a quella di Adelina. I genitori la affidarono alle cure del compositore e direttore d'orchestra Emanuele Muzio (1821-1890), discepolo di Giuseppe Verdi. Debuttò a New York nel 1862 con la Lucia di Lammermoor di Gaetano Donizetti e l'anno dopo cantò alla Royal Opera House di Londra. Fu poi protagonista nel Barbiere di Siviglia di Gioachino Rossini. Tenne concerti anche a Montevideo e in Australia. Con Giovanni Matteo De Candia, marito del soprano Giulia Grisi, fece una tournée di sei mesi. Dovette poi limitare la sua presenza sulla scena, perché era claudicante, non si sa se per una caduta, oppure per una malattia e questo inconveniente fisico era tanto più evidente per il peso eccessivo del suo corpo.

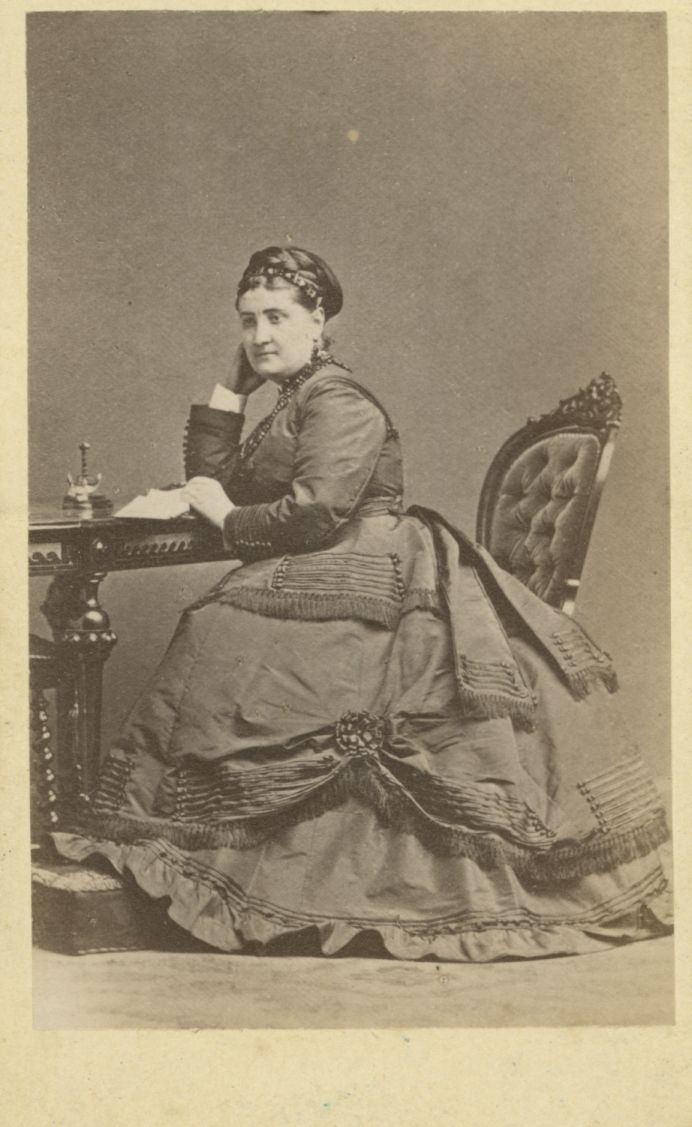
Carlotta Patti

Sul piano stilistico si sa che aveva una notevole estensione di voce. Faceva trasportare l'aria della Regina della notte del Flauto magico di un tono più alto, toccando il sol sopracuto. Alexandre Dumas padre scrisse per lei il libretto La duchessa de la Vallière, melodramma in quattro atti, musicato da Vincenzo Moscuzza.
Carlotta Patti sposò il 3 settembre 1879 il violoncellista belga Ernest Demunck, (Bruxelles 19 dicembre 1840 - Londra 19 giugno 1915). Sono sepolti insieme a Parigi, al cimitero di Montmartre. Lo Stradivari De Munck, oggi in Giappone, è un violoncello che ha preso il nome da Ernest Demunck che lo ha suonato.

### Musica a lei dedicata
- Joseph Inzenga, La Savia fanciulla; poesia di D. Francesco Asenjo Barbieri, 1857.
- Joseph Ascher, Danza di gioja: ballata.[3]
- Giovanni Bajetti, La follia: polka-mazurka, 1865.[4]
- Julius Benedict, Variazioni di concerto per canto e pianoforte sul Carnevale di Venezia.[5]
- Pasquale Bona, Collezione drammatica di mille cadenze per ogni voce e per ogni stile.[6]
- Rodolfo Mattiozzi, Fleur de printemps: mazurka, 1868.[7]
- Tito Mattei, Vò danzar: valzer, 1875.[8]
- Joseph Inzenga, Canti popolari in chiave di sol con accompagnamento di pianoforte.
- Guglielmo Mack, Anima Greca: aria per soprano con accompagnamento di pianoforte, 1883.[9]
- Wilhelm Ganz, Una Donzella stava cantando: ballata in chiave di sol con accompagnamento di pianoforte.[10]
- Donnino Emanuele Muzio, Die Nachtigall: bravour aria, 1862-1866.[11]

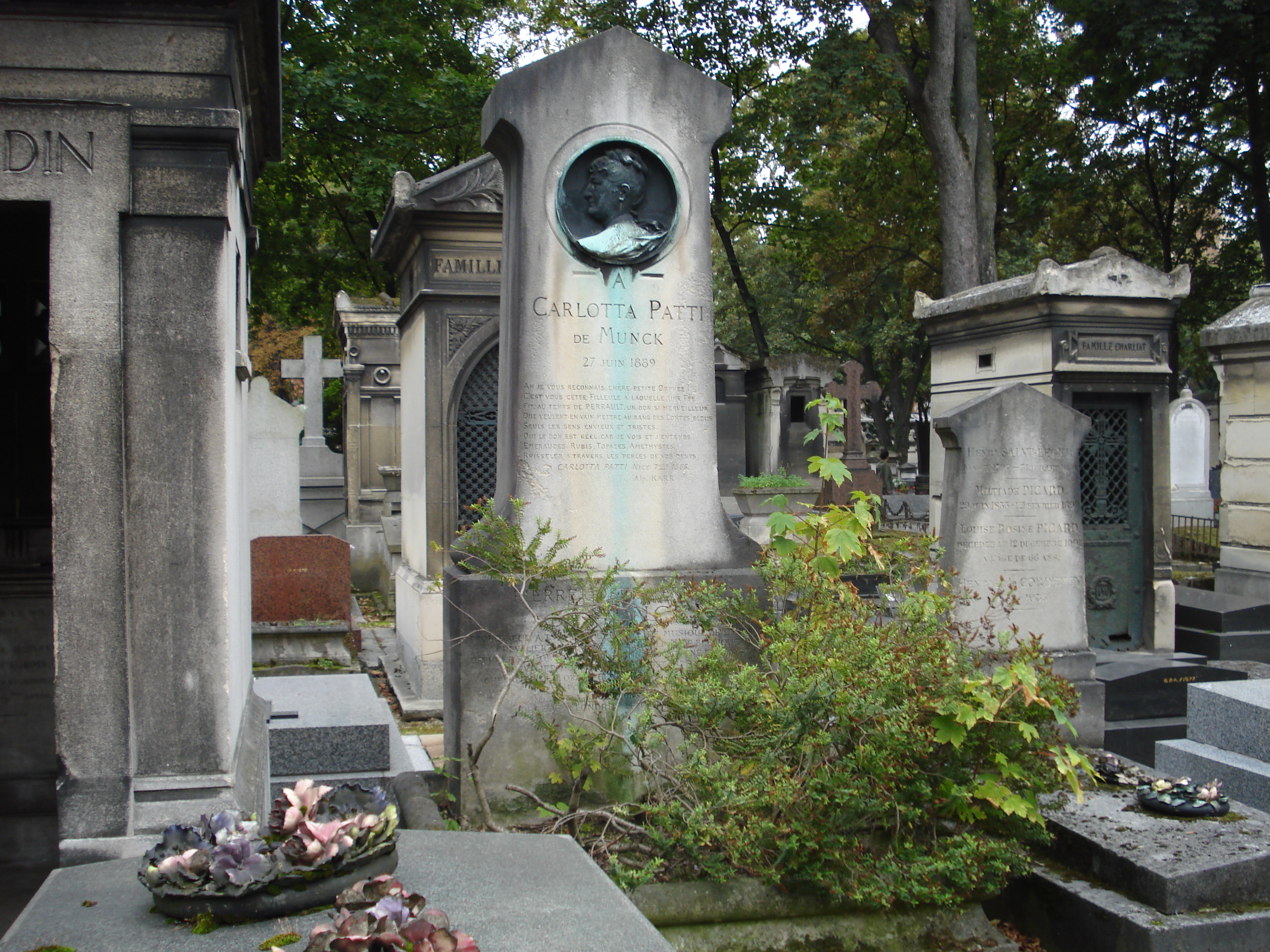
Tomba di Carlotta Patti e di Ernest Demunck al cimitero di Montmartre

### Spartiti
- (FR) Giovanni Muzzi, Les Deux soeurs: Valse chantée par M.lles Adelina et Carlotta Patti / Paroles de M.r Ed. Duprez, Paris, Léon Escudier, 18.., SBN MUS0239146.
- Wilhelm Ganz, Una Donzella stava cantando: ballata in chiave di sol con accomp.to di pianoforte / parole di Carlo J.Rowe; musica di Wilhelm Ganz; traduzione italiana di A. Zanardini, Milano, F. Lucca, 18.., SBN MUS0264121.
- Dumas Alexandre (1802-1870), La duchessa de la Vallière: melodramma in quattro atti scritto espressamente per la celebre artista di canto Carlotta Patti; posto in musica dal maestro Vincenzo Moscuzza, s. l., s. e., 18.., SBN MUS0286742.
- (FR) N. Lopez de Frias, La Carlota: boléro pour ténor et soprano (pouvant se chanter en trio), avec piano / Musique de N. Lopez (de Frias); paroles françaises de A. L. Hettich, Paris, Alphonse Leduc, 1841, SBN MUS0225981.
- Joseph Ascher, Danza di gioja: ballata, Milano, F. Lucca, 186., SBN MUS0111767.
- (DE) Donnino Emanuele Muzio, Die Nachtigall: bravour aria, Berlin, Ed. Bote und G. Bock, 1862-1866, SBN LO11648693.
- (FR) Album de Chant. 6 Melodies & Chansons irlandaises, eccossaises, espagnoles et havanaises avec paroles francaises: chantees dans ses concerts par Carlotta Patti, Paris, G. Brandus et S. Dufour, 1864, SBN LO11653843.
- Giovanni Bajetti, La follia: polka-mazurka per canto con variazioni di bravura, Milano, F. Lucca, 1865, SBN MUS0263851.
- Pasquale Bona, Collezione drammatica di mille cadenze per ogni voce e per ogni stile, Milano, Tito di Gio. Ricordi, 1865, SBN MUS0268255.
- Julius Benedict, Variazioni di concerto per canto e pianoforte sul Carnevale di Venezia, Milano, Tito di G. Ricordi, 1865, SBN MUS0275713.
- Karl Anton Florian Eckert, L'eco: canzone: Per me sola ei prova amor; musica di C. Eckert; cantata da Carlotta Patti, Milano, Tito di G. Ricordi, 1867, SBN MUS0264698.
- Rodolfo Mattiozzi, Fleur de printemps: mazurka, Paris, G. Hartmann, 1868, SBN MUS0109481.
- Tito Mattei, Vò danzar: valzer / parole di C. Caravoglia, Torino, Giudici e Strada, 1875, SBN MUS0238898.
- Guglielmo Mack, Anima Greca: aria per soprano con accomp.to di pianoforte / parole di E. Golisciani, Milano, D. Vismara, 1883, SBN MUS0263279.
- (EN) Luigi Badia, The cry of the banshee: (irish legend) / words by M.C. Salaman; music by L. Badia, Milano, Tito di Gio. Ricordi, 1884, SBN MUS0264262.

### Libri
- Cesare Calvi, Carlotta Patti: cenni biografici, Firenze, Tipografia delle Murate, 1866, SBN CFI0812938. Opera digitalizzata.
- (EN) Leslie Stephen, Dictionary of national biography, London, Smith, Elder, & Co., 1885-1901, SBN UFI0412056.
- Enciclopedia dello spettacolo, fondata da Silvio D'Amico, Roma, UNEDI-Unione editoriale, 1954-1962, SBN RAV0061468.
- (EN) Susanna Salgado, Teatro Solis: 150 years of opera, concert, and ballet in Montevideo, Middletown, Wesleyan University press, 2003, p. 51, SBN UBO2595201.